# Wanda Brońska-Pampuch
Wanda Brońska-Pampuch, Pseudonym Alfred Burmeister (* 6. September 1911 in Zürich; † 8. Februar 1972 in München), war eine deutsch-polnische Schriftstellerin, Publizistin und Übersetzerin.

## Leben
Wanda Brońskas Vater Mieczysław Broński war ein bolschewistischer Revolutionär und als enger Vertrauter Lenins von 1920 bis 1922 sowjetrussischer Botschafter in Österreich. Wanda wuchs in Zürich und Berlin auf; 1931 zog sie nach Moskau, wo 1934 ihre Tochter Majka geboren wurde. Im Zuge der Stalin’schen Säuberungen wurden Wandas Eltern 1938 hingerichtet und sie selbst 1938 zu acht Jahren Zwangsarbeit in einem Gulag-Lager an der Kolyma am Ochotskischen Meer verurteilt.
1946 holte die polnische Regierung sie nach Warschau und entsandte sie 1948 in die Presseabteilung der Polnischen Militärmission nach West-Berlin. 1952 gingen sie und ihr Mann Bernhard Pampuch nach München. Dort arbeitete sie zunächst für die Amerikaner und dann für die westdeutsche Presse – vor allem für die Süddeutsche Zeitung, später auch für Radio und Fernsehen. Ihre ersten Artikel schrieb sie auf Rat von Freunden unter dem Pseudonym Alfred Burmeister, „weil politische Äußerungen von Frauen im Westen nicht ernst genommen würden“. 1953 plante das Staatssekretariat für Staatssicherheit (SfS) der DDR die Ermordung von Wanda Brońska-Pampuch durch Józef Światło, der jedoch in den Westen überlief.
1958 veröffentlichte Brońska-Pampuch ihr erstes Buch Polen zwischen Hoffnung und Verzweiflung. Sie übersetzte Werke des Philosophen Leszek Kołakowski und anderer Autoren, darunter Kazimierz Brandys und Stefan Kisielewski, aus dem Polnischen ins Deutsche. 1963 erschien ihr autobiografischer Roman Ohne Maß und Ende; das Buch erlebte mehrere Auflagen und wurde ins Niederländische übersetzt.
1968 spielte sie in dem Film Die Artisten in der Zirkuskuppel: ratlos die Rolle der Frau Saizewa.
Wanda Brońska-Pampuch starb am 8. Februar 1972 in München und wurde auf dem dortigen Nordfriedhof (Grablage 113, Urnengrab 31) begraben.
Der Historiker Wolfgang Leonhard war ihr Halbbruder.

## Schriften (Auswahl)
- Polen zwischen Hoffnung und Verzweiflung. Verlag für Politik und Wirtschaft, Köln 1958
- Ohne Maß und Ende. Piper, München 1963
  - In de rode maalstrom. Übersetzung ins Niederländische von Magdalena G. Schenk. Barn – De Boekerij, Antwerpen 1964
- Blick über Grenzen – Europa im Osten. Verlag Mensch und Arbeit, München 1965